# Mistrovství Evropy v basketbalu žen 2005
30. mistrovství Evropy v basketbalu žen proběhlo v dnech 2. – 11. září v tureckých městech Ankara, Smyrna a Bursa.
Turnaje se zúčastnilo 12 týmů, rozdělených do dvou šestičlenných skupin. První čtyři družstva postoupila do Play off. Mistrem Evropy se stalo družstvo České republiky.

## Výsledky a tabulky

### Skupina A
|    |          | CZE   | FRA   | LAT   | POL   | GRE   | GER   | V | P | Skóre   | B  |
| 1. | Česko    | ***   | 65:45 | 76:45 | 64:47 | 61:54 | 76:50 | 5 | 0 | 342:241 | 10 |
| 2. | Francie  | 45:65 | ***   | 67:50 | 83:63 | 71:56 | 79:48 | 4 | 1 | 345:382 | 9  |
| 3. | Lotyšsko | 45:76 | 50:67 | ***   | 75:62 | 76:47 | 77:67 | 3 | 2 | 323:319 | 8  |
| 4. | Polsko   | 47:64 | 63:83 | 62:75 | ***   | 59:49 | 66:56 | 2 | 3 | 297:327 | 7  |
| 5. | Řecko    | 54:61 | 56:71 | 47:76 | 49:59 | ***   | 66:61 | 1 | 4 | 272:328 | 6  |
| 6. | Německo  | 50:76 | 48:79 | 67:77 | 56:66 | 61:66 | ***   | 0 | 5 | 282:364 | 5  |

 Lotyšsko –  Polsko 75:62 (15:16, 32:27, 57:48)
2. září 2005 (16:00) – Bursa
 Řecko –  Německo 66:61 (16:15, 32:35, 53:47)
2. září 2005 (18:15) – Bursa
 Česko –  Francie 65:45 (19:15, 29:22, 42:35)
2. září 2005 (16:00) – Bursa
 Lotyšsko –  Německo 77:67 (20:18, 34:30, 54:49)
3. září 2005 (16:00) – Bursa
 Česko –  Polsko 64:47 (18:15, 31:29, 47:35)
3. září 2005 (18:15) – Bursa
 Francie –  Řecko 71:56 (15:8, 32:22, 52:46)
3. září 2005 (20:00) – Bursa
 Polsko –  Německo 66:56 (17:15, 27:23, 46:37)
4. září 2005 (16:00) – Bursa
 Česko –  Řecko 61:54 (12:12, 26:30, 47:46)
4. září 2005 (18:15) – Bursa
 Francie –  Lotyšsko 67:50 (19:14, 40:22, 48:38)
4. září 2005 (20:30) – Bursa
 Česko –  Německo 76:50 (24:11, 38:23, 58:42)
6. září 2005 (16:00) – Bursa
 Lotyšsko –  Řecko 76:47 (19:9, 38:13, 53:31)
6. září 2005 (19:15) – Bursa
 Francie –  Polsko 83:63 (25:20, 38:31, 58:47)
6. září 2005 (20:30) – Bursa
 Česko –  Lotyšsko 76:45 (25:12, 46:18, 63:34)
7. září 2005 (16:00) – Bursa
 Polsko –  Řecko 59:49 (18:14, 35:29, 48:36)
7. září 2005 (18:15) – Bursa
 Francie –  Německo 79:48 (24:17, 38:31, 59:39)
7. září 2005 (20:30) – Bursa

### Skupina B
|    |             | LIT   | ESP    | RUS    | TUR   | SMN   | ROM   | V | P | Skóre   | B |
| 1. | Litva       | ***   | 74:69  | 80:67  | 82:76 | 74:77 | 92:56 | 4 | 1 | 402:345 | 9 |
| 2. | Španělsko   | 69:74 | ***    | 83:77p | 78:64 | 69:52 | 98:53 | 4 | 1 | 397:320 | 9 |
| 3. | Rusko       | 67:80 | 77:83p | ***    | 91:87 | 86:69 | 92:60 | 3 | 2 | 413:379 | 8 |
| 4. | Turecko     | 76:82 | 64:78  | 87:91  | ***   | 81:69 | 66:64 | 2 | 3 | 374:389 | 7 |
| 5. | Srbsko a ČH | 77:74 | 52:69  | 69:86  | 69:81 | ***   | 63:50 | 2 | 3 | 330:360 | 7 |
| 6. | Rumunsko    | 56:92 | 53:98  | 60:92  | 64:66 | 50:63 | ***   | 0 | 5 | 283:411 | 5 |

 Rusko –  Rumunsko 92:60 (27:16, 49:31, 68:46)
2. září 2005 (16:00) – Izmir
 Litva –  Španělsko 74:69 (23:16, 39:35, 56:52)
2. září 2005 (18:15) – Izmir
 Turecko –  Srbsko a Černá Hora 81:69 (18:17, 41:33, 58:50)
2. září 2005 (20:30) – Izmir
 Španělsko –  Rumunsko 98:53 (12:8, 40:19, 68:35)
3. září 2005 (16:00) – Izmir
 Srbsko a Černá Hora –  Litva 77:74 (23:20, 40:31, 58:45)
3. září 2005 (18:15) – Izmir
 Rusko –  Turecko 91:87 (31:22, 54:43, 65:65)
3. září 2005 (20:30) – Izmir
 Srbsko a Černá Hora –  Rumunsko 63:50 (11:9, 29:24, 40:43)
4. září 2005 (16:00) – Izmir
 Španělsko –  Rusko 83:77pp (17:22, 39:33, 55:52, 71:71)
4. září 2005 (18:15) – Izmir
 Litva –  Turecko 82:76 (21:22, 41:38, 62:53)
4. září 2005 (20:30) – Izmir
 Litva –  Rusko 80:67 (20:18, 39:35, 62:51)
6. září 2005 (16:00) – Izmir
 Španělsko –  Srbsko a Černá Hora 69:52 (24:15, 37:28, 52:40)
6. září 2005 (18:15) – Izmir
 Turecko –  Rumunsko 66:64 (13:17, 33:36, 50:52)
6. září 2005 (20:30) – Izmir
 Rusko –  Srbsko a Černá Hora 86:69 (20:21, 39:37, 63:54)
7. září 2005 (16:00) – Izmir
 Litva –  Rumunsko 92:56 (20:21, 49:33, 73:45)
7. září 2005 (18:15) – Izmir
 Španělsko –  Turecko 78:64 (27:12, 49:34, 65:48)
7. září 2005 (20:30) – Izmir

### Play off

#### Čtvrtfinále
Litva –  Polsko 67:58 (19:18, 31:34, 47:52)
9. září 2005 (13:45) – Ankara
 Španělsko –  Lotyšsko 69:50 (20:12, 39:21, 56:30)
9. září 2005 (16:00) – Ankara
 Rusko –  Francie 70:56 (19:19, 32:33, 48:46)
9. září 2005 (18:15) – Ankara
 Česko –  Turecko 86:60 (33:23, 50:39, 67:47)
9. září 2005 (20:30) – Ankara

#### Semifinále
Rusko –  Litva 65:50 (15:17, 31:31, 50:39)
10. září 2005 (18:15) – Ankara
 Česko –  Španělsko 76:66 (14:11, 31:25, 54:42)
10. září 2005 (20:30) – Ankara

#### Finále
Česko –  Rusko 72:70 (18:24, 31:43, 55:60)
11. září 2005 (20:30) – Ankara

#### O 3. místo
Španělsko –  Litva 83:65 (19:5, 37:25, 62:44)
11. září 2005 (18:15) – Ankara

#### O 5. - 8. místo
Francie –  Polsko 73:71 (17:19, 33:42, 57:56)
10. září 2005 (13:45) – Ankara
 Lotyšsko –  Turecko 81:78 (17:26, 45:43, 64:60)
10. září 2005 (16:00) – Ankara

#### O 5. místo
Francie –  Lotyšsko 85:62 (25:15, 47:27, 70:43)
11. září 2005 (16:00) – Ankara

#### O 7. místo
Polsko –  Turecko 82:71pp (22:25, 42:35, 59:53, 67:67)
11. září 2005 (13:45) – Ankara

#### O 9. - 12. místo
Řecko –  Rumunsko 67:61 (13:21, 29:30, 43:43)
10. září 2005 (9:15) – Ankara
 Srbsko a Černá Hora –  Německo 73:57 (20:16, 39:32, 57:45)
10. září 2005 (11:30) – Ankara

#### O 9. místo
Srbsko a Černá Hora –  Řecko 79:65 (21:13, 39:30, 58:46)
11. září 2005 (11:30) – Ankara

#### O 11. místo
Německo –  Rumunsko 98:64
11. září 2005 (9:15) – Ankara

## Konečné pořadí
| Pořadí           | Tým         | Z | V | P | Skóre   | B  |
| ---------------- | ----------- | - | - | - | ------- | -- |
| Zlatá medaile    | Česko       | 8 | 8 | 0 | 576:437 | 16 |
| Stříbrná medaile | Rusko       | 8 | 5 | 3 | 618:557 | 13 |
| Bronzová medaile | Španělsko   | 8 | 6 | 2 | 615:511 | 14 |
| 4.               | Litva       | 8 | 5 | 3 | 584:551 | 13 |
| 5.               | Francie     | 8 | 6 | 2 | 559:485 | 14 |
| 6.               | Lotyšsko    | 8 | 4 | 4 | 516:551 | 12 |
| 7.               | Polsko      | 8 | 3 | 5 | 508:538 | 11 |
| 8.               | Turecko     | 8 | 2 | 6 | 583:633 | 10 |
| 9.               | Srbsko a ČH | 7 | 4 | 3 | 482:482 | 10 |
| 10.              | Řecko       | 7 | 2 | 5 | 404:468 | 9  |
| 11.              | Německo     | 7 | 1 | 6 | 437:501 | 8  |
| 12.              | Rumunsko    | 7 | 0 | 7 | 408:576 | 7  |